# Guinate

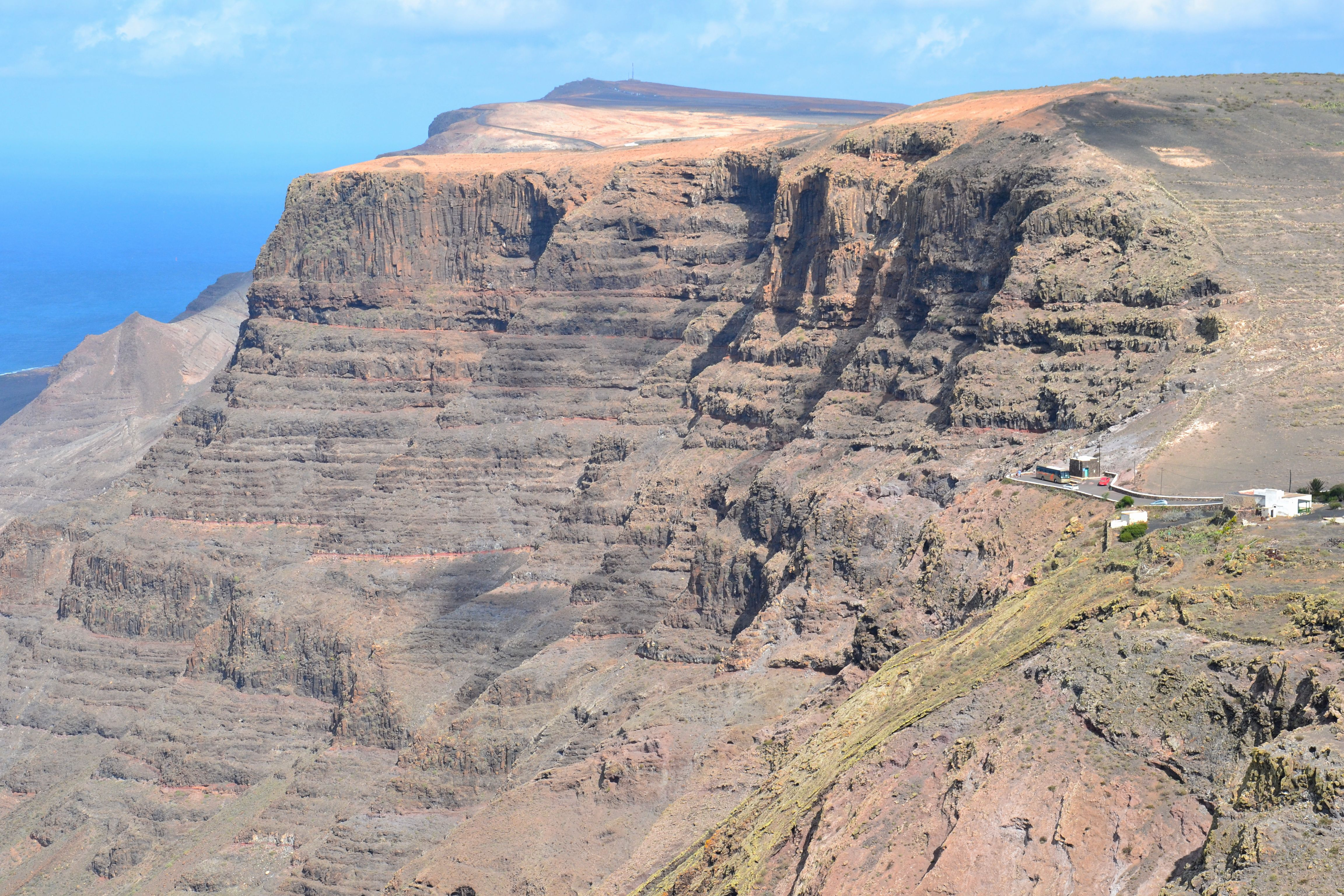
Mirador (Aussichtspunkt) von Guinate

Guinate ist ein Ort auf der zu Spanien gehörenden Kanareninsel Lanzarote in der Gemeinde Haría. Der kleine Ort hat lediglich 42 Einwohner (2023).

## Sehenswertes
Das kleine Dorf liegt im Norden von Lanzarote am Fuße des Vulkans Monte Corona inmitten einer fruchtbaren Hochebene. Eine Handvoll weißer Häuser und die kleine Kapelle Iglesia de Nuestra Señora de Lourdes geben dem Ort sein Aussehen. Jedes Jahr findet hier am nächsten Sonntag zum 11. Februar eine Wallfahrt statt.
Etwas außerhalb gibt es den auf knapp 400 Metern Höhe liegenden Aussichtspunkt Mirador de Guinate, welcher einen Blick über den Risco de Famara bis hin zum Chinijo-Archipel mit den Inseln La Graciosa, Montaña Clara, Alegranza und Roque del Oeste eröffnet.
In der Nähe dieser Aussichtsterrasse lag der 1990 von Engländern eröffnete Tropical Park. Dieser beherbergte auf einer Fläche von rund 4.500 Quadratmetern etwa 1.300 exotische Pflanzen und Tiere, darunter vor allem viele Vögel. Der Park ist seit 2016 dauerhaft geschlossen, da er die Auflagen zur Tierhaltung auf den Kanarischen Inseln nicht erfüllte.

## Wanderwege
Von der Hochebene von Guinate kann auf einem teils markierten Weg durch ein Tal zur Montaña de los Helechos aufgestiegen werden. Der Nachbarvulkan des Monte Corona erlaubt eine spektakuläre Aussicht über den Norden von Lanzarote.
Nördlich von Guinate ist auf dem Camino de Guatifay der Abstieg durch das Famara-Kliff zur Playa de Bajo Risco und den aufgelassenen Salzfeldern Salinas del Río möglich.

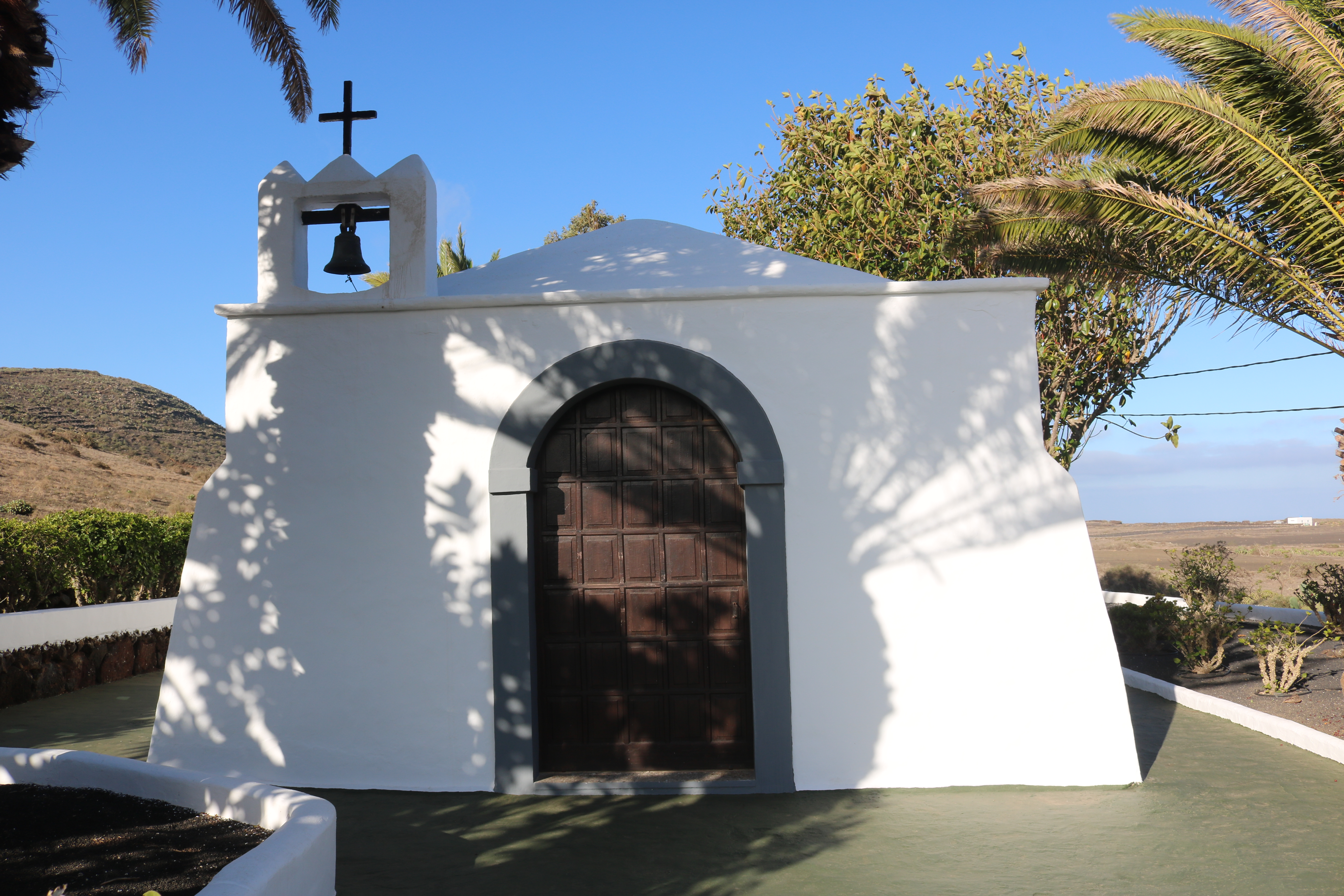
Kapelle in Guinate
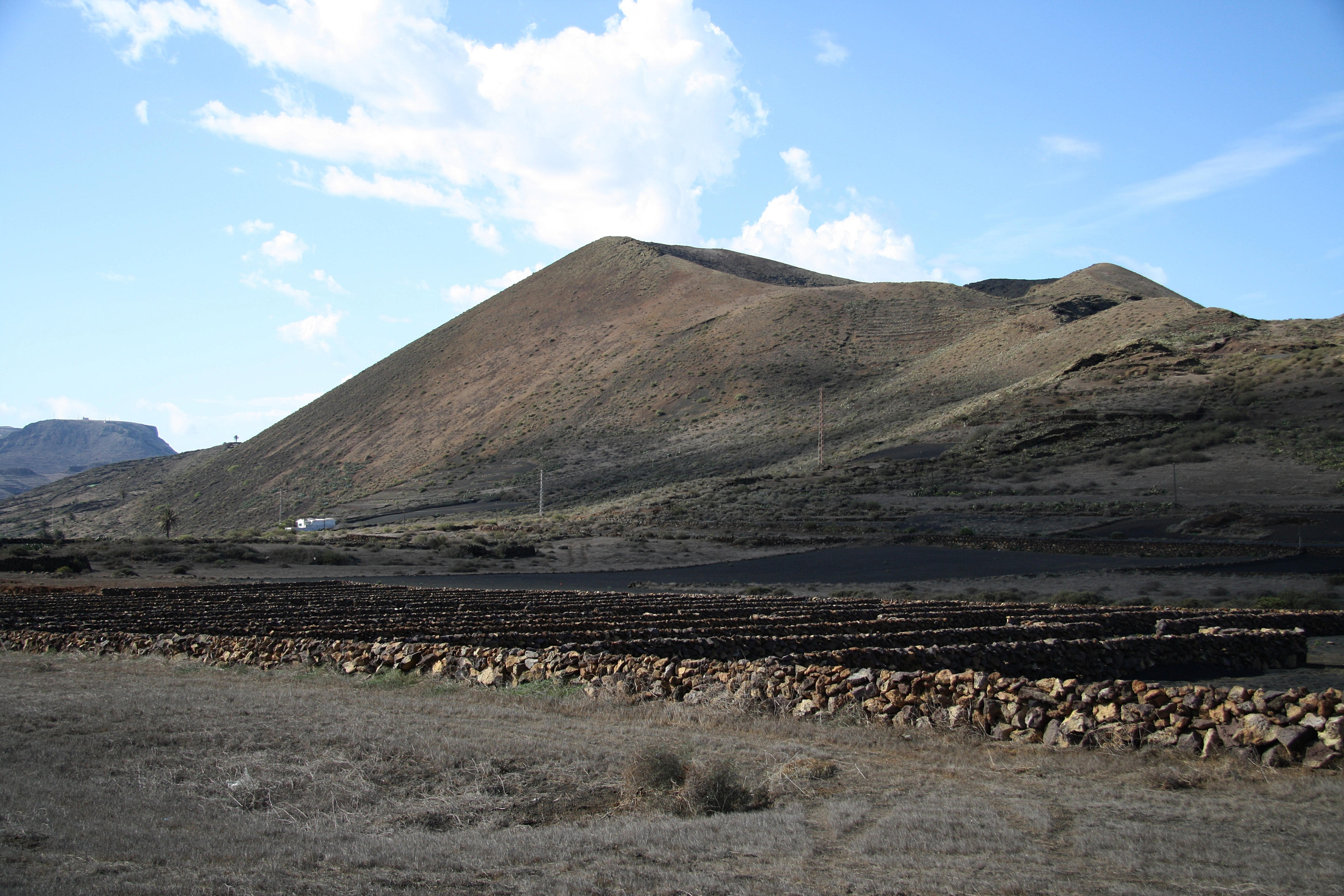
Montaña de los Helechos